# Heinrich Boie
Heinrich Boie (Meldorf, 4 mei 1794 - Buitenzorg, 4 september 1827) was een Duits zoöloog in dienst van het Rijksmuseum van Natuurlijke Historie in Leiden. Friedrich Boie was zijn broer.

## Biografie
Hoewel daarvoor geen bewijs op schrift bestaat, is het mogelijk dat de jonge Heinrich in Meldorf kennis maakte met Carsten Niebuhr (1733-1815). Carsten had zich teruggetrokken in Meldorf, na een avontuurlijke en tragisch afgelopen expeditie onder leiding van Peter Forsskål in landen rond de Rode Zee. Hij was de enige overlevende van deze tocht. Zowel Heinrich als zijn vader en oudere broers hadden grote belangstelling voor de natuur, het waren echte amateurbiologen.
Heinrich Boie studeerde rechten en zoölogie in Kiel en Göttingen. Op de universiteit raakte hij geïnteresseerd in natuurlijke historie door de colleges van Johann Friedrich Blumenbach en Friedrich Tiedemann. In 1817 kreeg hij een baan als conservator van de zoölogische collectie van de Universiteit van Heidelberg.
Hij correspondeerde met Coenraad Jacob Temminck en gaf daarbij kritiek op zijn Manuel d'ornithologie, ou Tableau systematique des oiseaux qui se trouvent en Europe uit 1815. Temminck was onder de indruk van zijn scherpzinnigheid en toen hij in augustus 1820 de eerste directeur werd van 's Rijksmuseum van Natuurlijke Historie in Leiden, benoemde hij op 19 juni 1821 Heinrich Boie tot conservator voor de gewervelde dieren (tegen een jaarwedde van ƒ 700,-). Op 5 december 1823 werd hij samen met H.C. Macklot en Salomon Müller benoemd tot lid van de Natuurkundige Commissie. Deze commissie was ingesteld om wetenschappelijk onderzoek te doen in Nederlands Oost-Indië.
Voorafgaand aan deze reis bezocht Boie nog musea in Parijs en in Duitsland. Op 29 november 1825 vertrokken Boie, Macklot en Müller naar Java voor hun onderzoek. Volgens tijdgenoten was Boie een energieke, enthousiaste en ijverige onderzoeker met een prettig karakter. Helaas had hij geen sterke gezondheid en kon hij slecht tegen het tropische klimaat. Hij stierf aan 'galkoorts' (malaria) in Buitenzorg.